# 粕山八郎治
粕山 八郎治（かすやま はちろうじ、1892年（明治25年）6月15日 - 不明 ）は、日本の新聞記者であり、政治家である。岡山新聞（現：山陽新聞）の常務取締役、岡山交通取締役、岡山県議会議長を務めた。岡山県岡山市出身。

## 経歴

### 生い立ち
1892年（明治25年）岡山県御津郡大野村野田（現：岡山市）に粕山治三郎の次男として出生。その後、1905年（明治18年）に旧制岡山県立高梁中学（現：岡山県立高梁高等学校）へ入学し、同期には、映画監督となる中川紫郎がいた。1910年（明治43年）に同校を卒業し、17歳で山陽新報（現：山陽新聞）へ入社する。

### 新聞記者として
山陽新報へ入社してから2年後の1912年（明治45年）、大日本帝国海軍に志願し入隊。呉海兵団に入り、1920（大正9年）27歳のときに海軍一等機関兵曹となり勲七等に任命された。1922年（大正11年）、29歳のとき海軍を退役し、直ぐに山陽新報へ再入社し新聞記者となった。流暢な弁で記者として活躍し、その後、1928年（昭和3年）9月、36歳の時に郷党から推されて岡山県会議員兼大野村村長に当選し、また、御津郡町村会長となった。
1936年（昭和11年）県議に当選すること3回目、44歳のときに岡山県会議長となった。また、岡山新聞の常務取締役、岡山交通取締役へ就任する。その後も県会議員を務めたが、1942年（昭和17年）の第21回衆議院議員選挙へ出馬に伴い、4期目の途中で14年つとめた県会議員と取締役を全て辞職する。岡山1区から、翼賛政治体制協議会（旧立憲政友会）の推薦を受けて立候補したが、定員5名のところに13人立候補し、6番目で惜しくも当選とはならなかった。この時の5位は、逢沢寛であり、その後岡山1区は逢沢王国と呼ばれるまでになる。
落選後、全てを失った粕山であったが、戦時中の中国地区の繊維業を統制する中国繊維工業組合の理事長となった。また、その後、岡山県事務局長や協同村長支部長を務めたが、日本が第二次世界大戦に敗北し、大政翼賛会へ所属していたことで戦後、公職追放となった。またもや全てを失った粕山であったが、再起を図る。同じく公職追放となった、地元高梁中学の先輩で親交のあった赤木桁平が死去した際には、池崎忠孝（赤木の本名）追悼録に寄稿している。

## エピソード
粕山は、岡山市の上水道の普及と建設に尽力した。
昭和初期、岡山市郊外の今村（現：岡山市）は、井戸水の水質が悪く、飲料水の確保が大きな課題であった。昭和4年、岡山市の上水道が村境まで敷設され、今村にも供給される見込みが立ち、上水道の敷設計画が進められた。予算が計上され、村議会でも議決されたが、一戸あたり200円の負担が村民にとって過大であり、反対運動が起きた。1929年（昭和4年）11月には284名の村民が反対の陳情をし、村民大会で反対決議がなされ、翌年には村議会が総辞職する事態となった。
この事態を受けて、清水長郷代議士、粕山八郎治県議、佐藤芳田村長、則武白石村長らが調停に乗り出し、1931年（昭和6年）3月に反対派と妥協が成立した。妥協案では、事業費を減額し、政府から低利融資を受けることにより、村民の負担を軽減することが決まった。貝原助役が上京して融資交渉を行い、緊縮財政の中で16日間も粘り強く交渉を続け、最終的に政府から6万5千円の融資を得ることに成功した。こうして、1931年（昭和6年）4月に着工し、翌年12月に今村の上水道は完成した。この上水道の敷設は、地域の衛生向上に大きな影響を与え、粕山八郎治議員はその実現に重要な役割を果たした。